# Karim Valiyev
Karim Tofig oglu Valiyev (en azerí: Kərim Tofiq oğlu Vəliyev; Bakú, 9 de febrero de 1961) es coronel general de las Fuerzas Armadas de Azerbaiyán, Primer Viceministro de Defensa de la República de Azerbaiyán - Jefe de Estado Mayor del Ejército de Azerbaiyán.

## Biografía

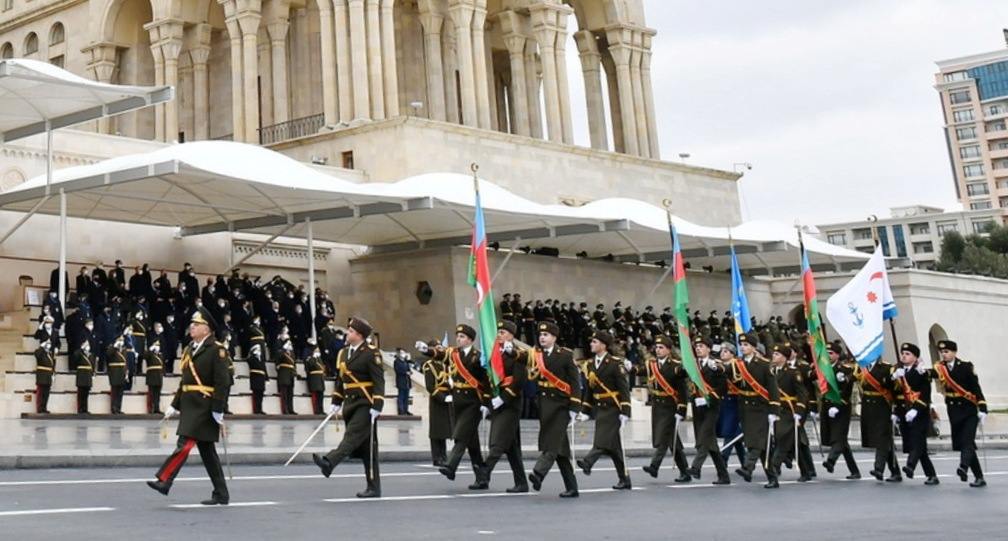
Karim Valiyev comanda el Desfile militar de la Victoria de Azerbaiyán,en Bakú, el 10 de diciembre de 2020

Karim Valiyev nació el 9 de febrero de 1961 en Bakú. En 1982 se graduó con honores de la Escuela Militar Superior de Azerbaiyán. En 1982-1990 sirvió en las Fuerzas Armadas Soviéticas. Desde 1990 hasta 1994 estudió en la Academia Militar Frunze en Moscú.
Desde 1992 sirvió en las Fuerzas Armadas de Azerbaiyán. Durante de los años de servicio, ocupó los cargos en diferentes departamentos del ministerio. El 14 de mayo de 2014, por la orden del Presidente de Azerbaiyán, Karim Valiyev fue designado Viceministro de Defensa de Azerbaiyán y Jefe del Departamento Principal de Personal del Ministerio de Defensa de la República de Azerbaiyán.
Karim Valiyev participó en la Guerra del Alto Karabaj en 2020. Por la orden del Presidente de Azerbaiyán, Ilham Aliyev, fue galardonado con la Orden Zafar. El 10 de diciembre encabezó el Desfile militar de la Victoria en Bakú con motivo de la victoria de Azerbaiyán en la guerra.
El 23 de julio de 2021, Karim Valiyev fue nombrado Primer Viceministro de Defensa de la República de Azerbaiyán. El 23 de noviembre de 2021, por la orden del Presidente de Azerbaiyán, Ilham Aliyev, Karim Valiyev fue otorgado el rango militar más alto de "coronel general".

## Premios y títulos
- Orden de la Bandera de Azerbaiyán (1994)[6]
- Orden “Por la Patria (2005)[7]
- Medalla al Mérito Militar (Azerbaiyán) (2012)
- Orden "Por el servicio a la patria"
- Medalla de distinción en el Servicio Militar (Azerbaiyán) (3.º grado)
- Medalla de distinción en el Servicio Militar (Azerbaiyán) (2.º grado)
- Medalla de distinción en el Servicio Militar (Azerbaiyán) (1.º grado)
- Medalla "Centenario del ejército azerbaiyano"
- Orden Victoria (2020)[8]
- Medalla Por la liberación de Jabrayil (2020)[9]
- Medalla Por la liberación de Qubadli (2020)[10]
- Medalla Por la liberación de Agdam (2020)[11]